# Statua dell'Orso e del Corbezzolo

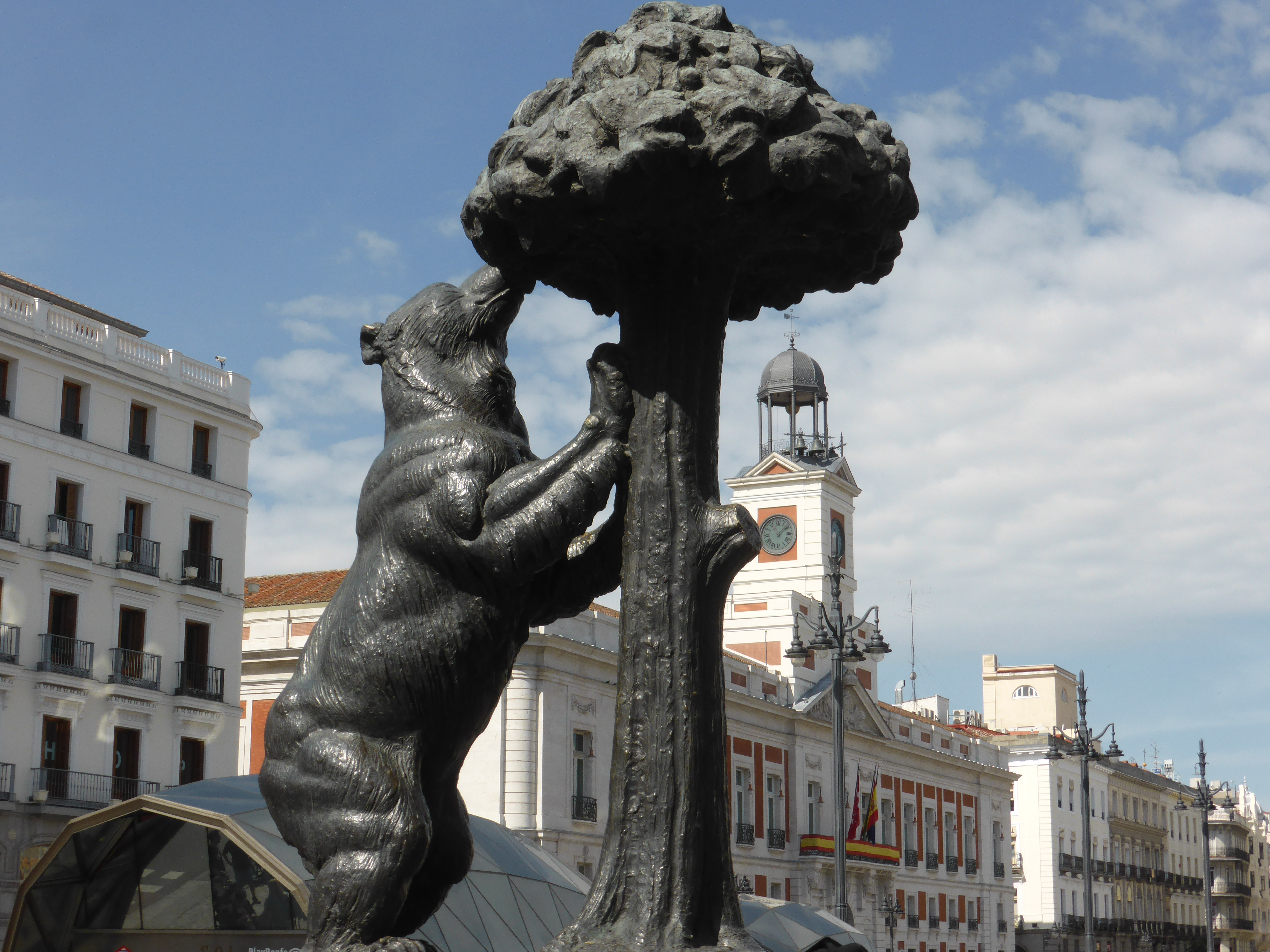
La statua dell'Orso e del Corbezzolo nel centro di Madrid.

La statua dell'Orso e del Corbezzolo è una scultura che si trova nella città di Madrid in Spagna. Edificata nella seconda metà del XX secolo, essa rappresenta il simbolo della città stessa e si trova nella piazza denominata Puerta del Sol tra la Calle de Alcalá e la Carrera de San Jerónim, in pieno centro storico della capitale iberica.

## Descrizione
L'animale, diffusissimo nei boschi che circondavano l'abitato nel lontano XIII secolo, si appoggia appunto al madroño, cioè il corbezzolo, alle cui bacche la popolazione madrilena fece ricorso per curarsi dalle febbri malariche che nel Cinquecento colpirono la città. Tra chi vi guarì vi fu lo stesso imperatore Carlo V, che fece apporre in ricordo di ciò la corona a cinque punte sullo stemma.
Realizzata in pietra e bronzo, pesante approssimativamente 20 tonnellate e con un'altezza di circa 4 metri, la statua è situata sopra un piedistallo cubico, fatto in granito. L'orso della statua appoggia le sue zampe anteriori sul tronco del corbezzolo, allungando le sue fauci verso i frutti della pianta. L'orso ed il corbezzolo sono riprodotti sia nella bandiera della città di Madrid sia nel logo dell'Atletico Madrid.

## Storia
La statua, opera dello scultore Antonio Navarro Santafé (1906-1983), venne inaugurata nel 1967 e fu promossa dalla sezione della cultura del Comune di Madrid, che volle così rappresentare il simbolo araldico della città. La prima apparizione del simbolo dell'orso rampante e del corbezzolo coi frutti inserito nello scudo cittadino è datato XIII secolo. Precedentemente si rappresentava solo un orso in movimento, a partire da allora sostituito da entrambe le attuali figure.
Con questo cambio si intese simboleggiare la risoluzione adottata dalla Giunta di Curas e Beneficiarios, che avvenne dopo un lungo litigio per il controllo di pascoli e alberi delle terre madrilene. Secondo un accordo i primi passarono sotto il controllo della Giunta, i secondi del Consiglio. Nel simbolo si incluse il corbezzolo e si cambiò la postura dell'orso che si tende verso l'albero da frutta.
La statua è sempre rimasta all'interno della piazza, ma con due ubicazioni diverse. Fino al 1986 si trovava nella parte orientale, tra la calle de Alcalá e la Carrera de san Jerónimo, mentre da quell'anno venne spostata sul suo lato settentrionale, nel quadro delle opere di ridefinizione della piazza, voluto dall'allora sindaco Enrique Tierno Galván. Nel 2009 il sindaco Alberto Ruiz-Gallardón la riposizionò nella posizione originaria dove si trova tuttora.

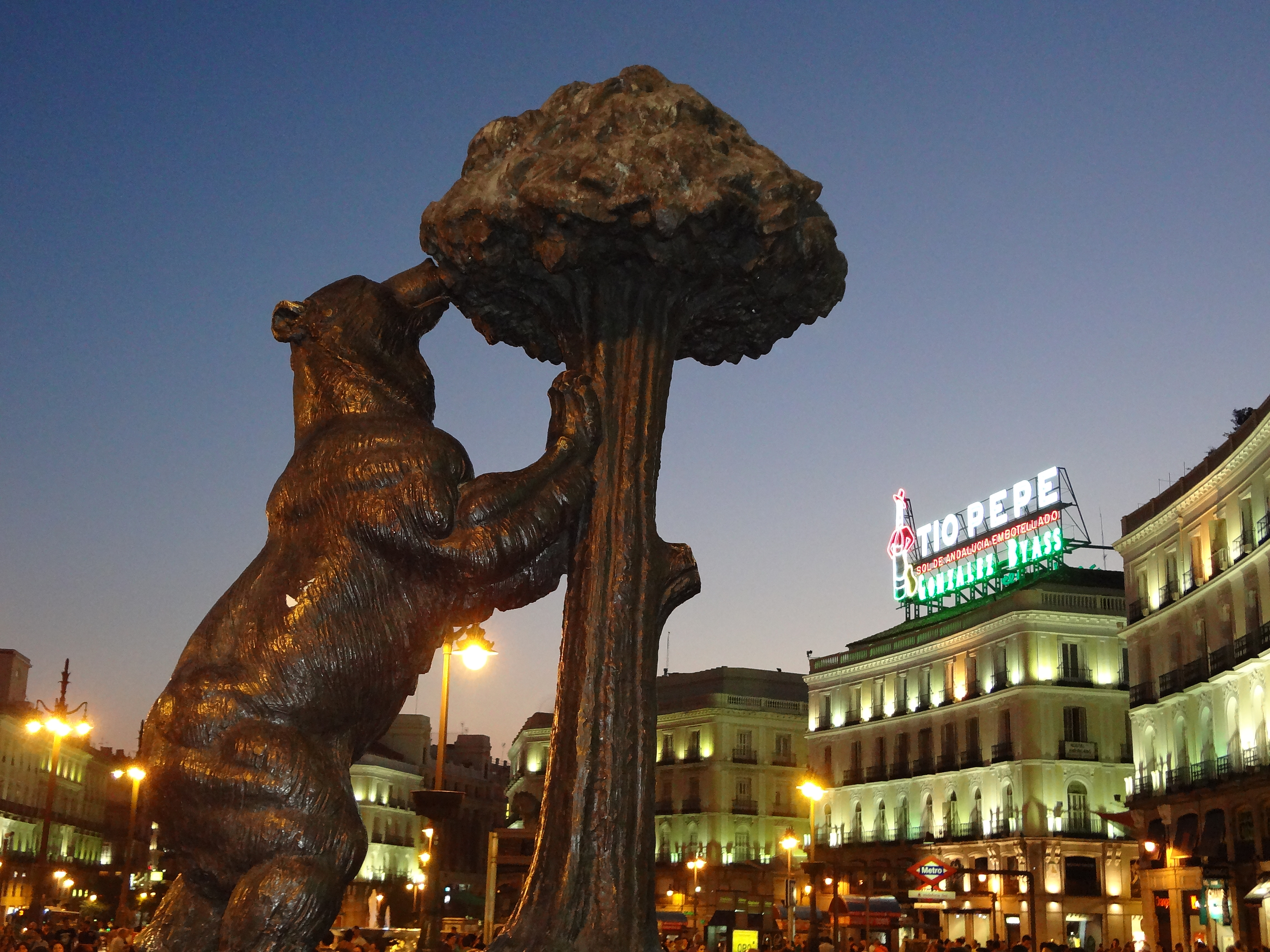
La statua e il celebre neon pubblicitario di Tio Pepe.
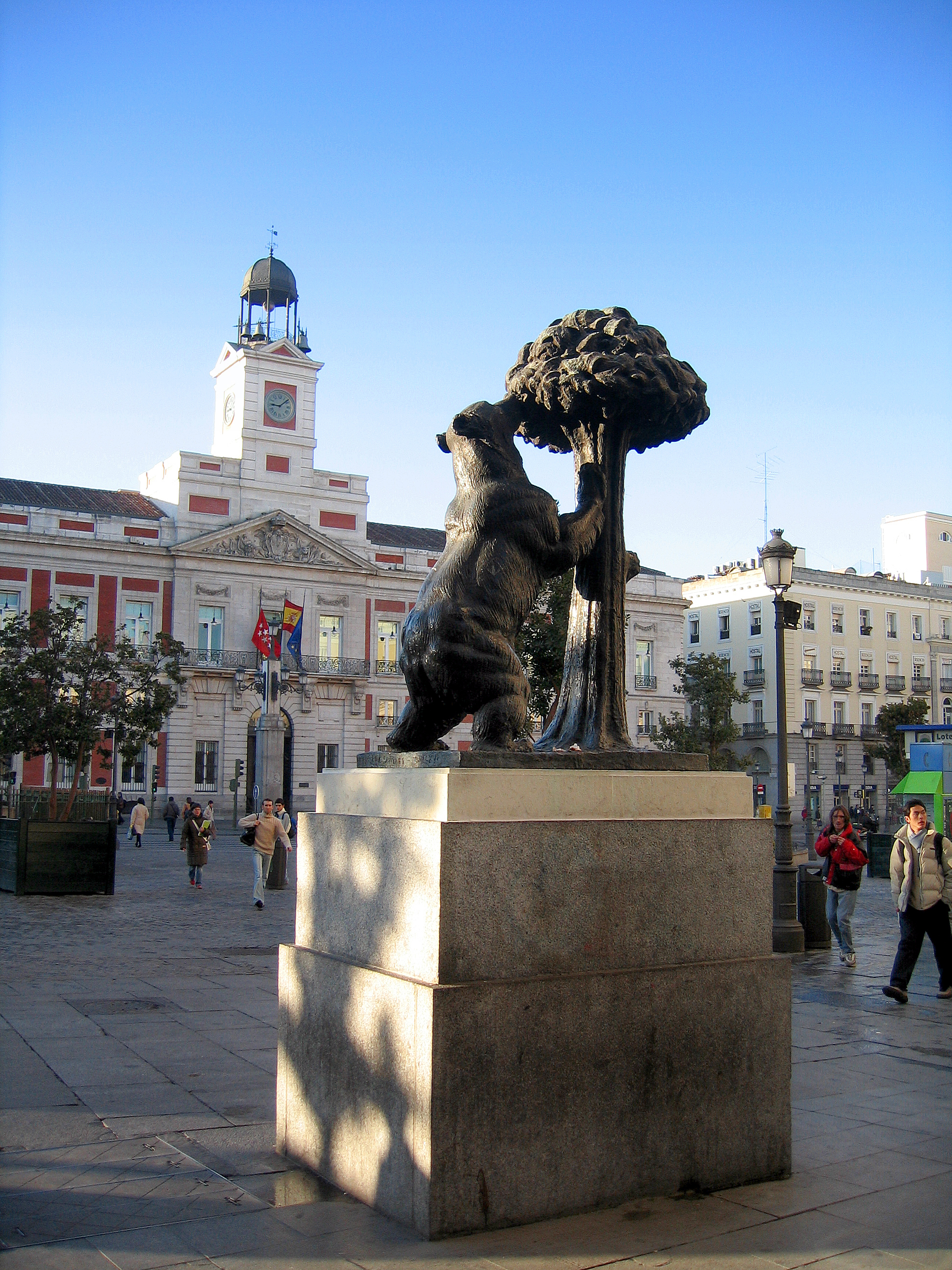
La statua con il Palazzo delle Poste sullo sfondo.